# جوئل مک‌نیلی
جوئل مک‌نیلی (انگلیسی: Joel McNeely؛ زادهٔ ۲۸ مارس ۱۹۵۹) موسیقی‌دان، آهنگساز، تنظیم‌کننده، نوازنده پیانو و ترانه‌سرای اهل ایالات متحده آمریکا است. وی از سال ۱۹۸۶ میلادی تاکنون مشغول فعالیت بوده است. او در سال ۲۰۱۲ نامزد دریافت «جایزه گرمی برای بهترین آلبوم آواز پاپ سنتی» شد.
از فیلم‌ها یا مجموعه‌های تلویزیونی که وی در آن‌ها نقش داشته است، می‌توان به یک میلیون راه برای مردن در غرب اشاره نمود.
وی همچنین برندهٔ جوایزی همچون جایزه امی ساعات پربیننده شده است.